# Mocsarak és lápok állatvilága

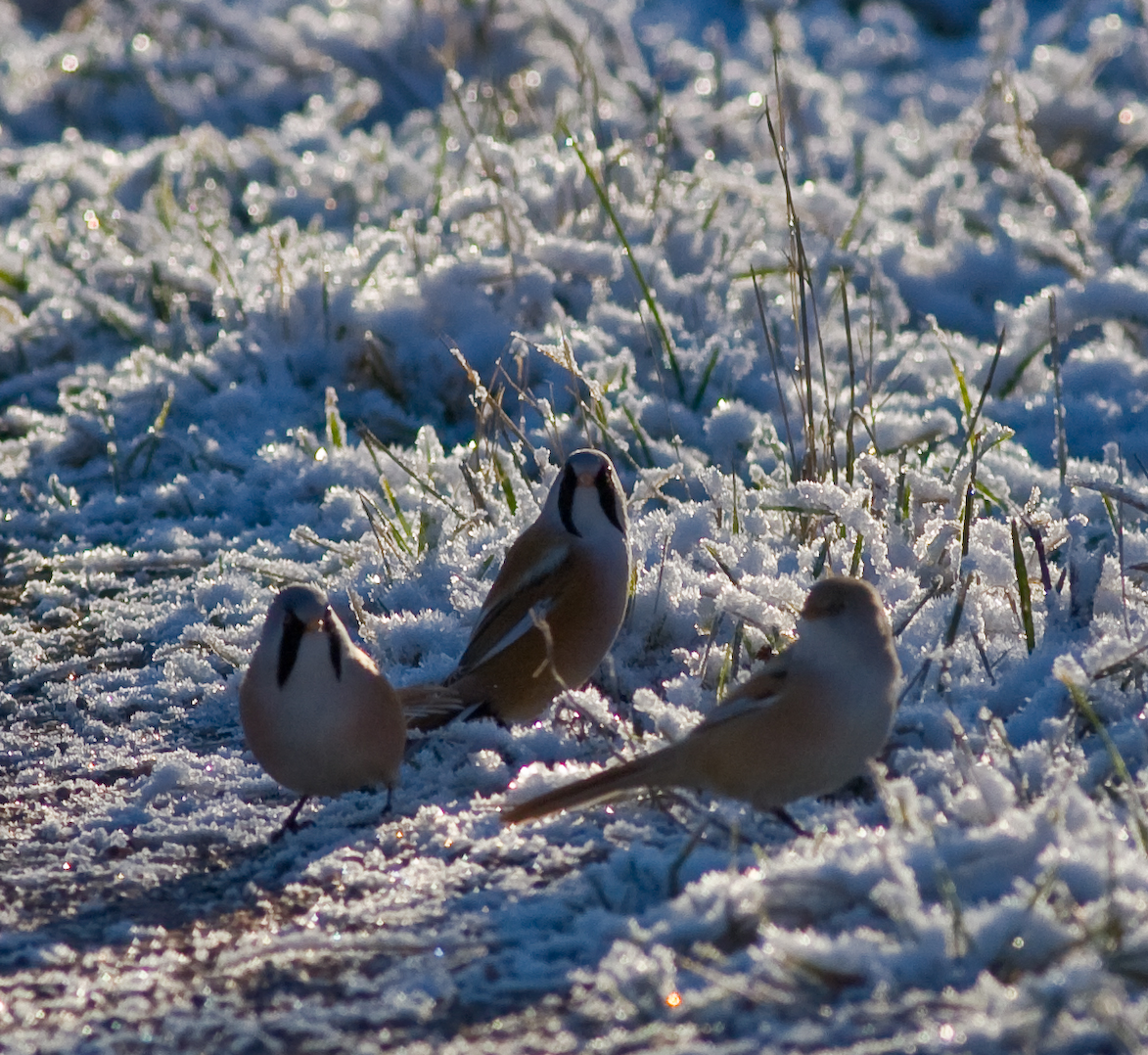
Barkós cinege

A szabályozatlan vizek partjai mentén mocsaras és lápos területek kínálnak értékes élőhelyeket. A sűrű nádas sok állatfajnak nyújt táplálékot és védelmet, például a barkós cinegének és a törpeegérnek.
A mocsarak állandó változáson mennek át. Fejlődésük során a sekély víz helyén száraz földterület alakul ki. A mezőgazdaságilag hasznosítható területek iránti növekvő igények következtében azonban az elmúlt századokban túlságosan felgyorsult ez az átalakulás.

## A partok állat- és növényvilága

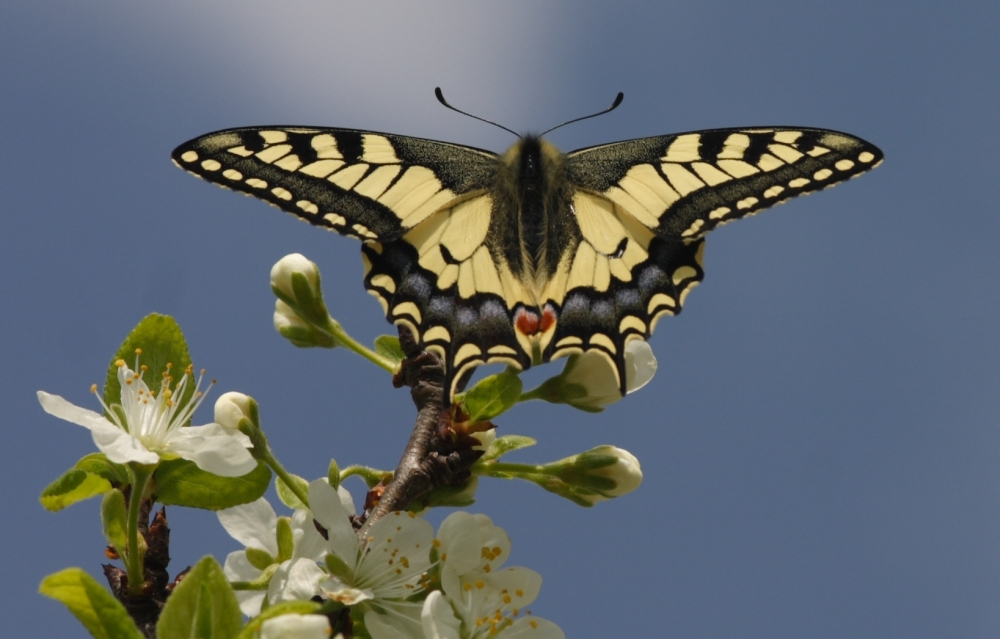
Fecskefarkú lepke

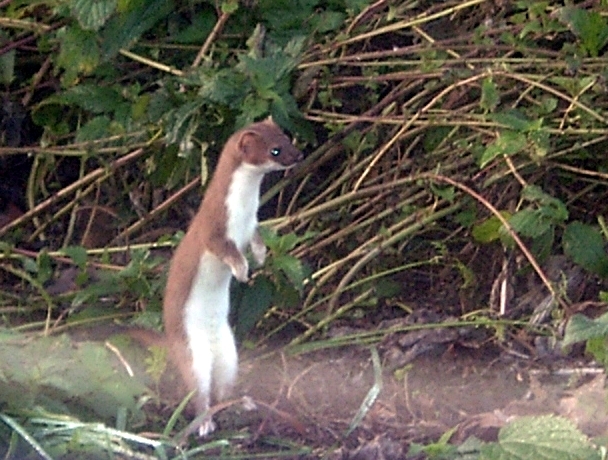
Figyelő menyét

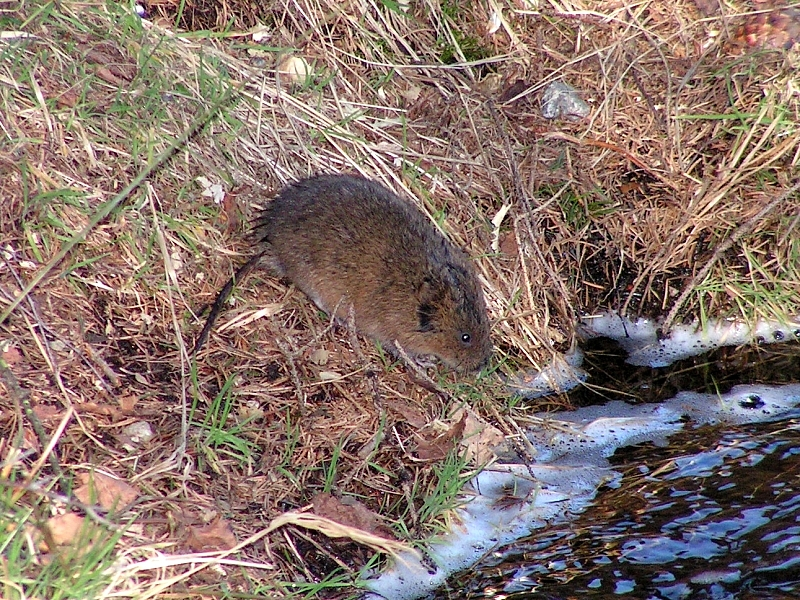
vízipocok

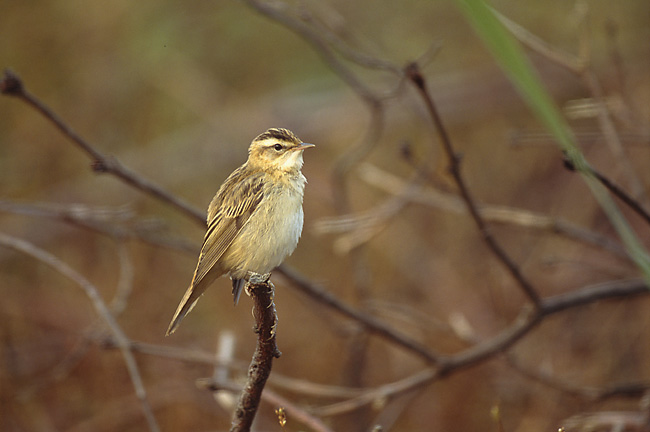
Foltos nádiposzáta

A mocsarak természetes velejárói a közép-európai geológiai mélyületeknek. Általában sekély, tápanyagokban gazdag tavak és széles, lomha vízfolyások mellett fekszenek és kiterjednek a sík mélyalföldekre.
A mocsarakat legtöbbször sűrűn benövi a nád, a szittyó és a sás. Állatok egész sorának nyújtanak védelmet és vadászterületet; olyanoknak is, amelyek a szomszédos lápterületekről vagy egyéb élőhelyekről látogatnak át. Mások itt honosak és teljes mértékben alkalmazkodtak a náderdőben való élethez.
A lápvidéket nyáron lepkék, szitakötők és egyéb rovarok nagy tömegei népesítik be. Olykor-olykor a pompázatos fecskefarkú lepke is fellelhető köztük. Előfordul hogy társul hozzá az óriás szitakötő is, amely kisebb rovarokra vadászva és körzetét védelmezve állandóan ide-oda röpdös.
A nádasban további gerinctelenek is élnek, különféle pókok (például kaszáspók), csigák és ászkák. Az ászkák fontos szerepet játszanak a mocsár növényzetének lebontásában és a humuszképzésben.
A gyepi békáknak viszont óvakodniuk kell a madaraktól és a vízisiklóktól.
A vízipocok a nedvdús növényeket rágja meg. Egyik ellensége a menyét, amely vadászni gyakran jár a nádasba, de kölykeit természetesen száraz területen hozza világra.

## Madarak a nádrengetegben
A mocsaraknak és lápoknak minden bizonnyal a madarak a legfeltűnőbb lakói, különösen is a seregély és a fecskék, amelyek az éjszakát a dús nádasban töltik. Más fajok, mint például a búbos vöcsök, a nádasban fészkelnek.
Madárfajok egész sora kötődik szorosan a mocsári élőhelyhez és válik egyre ritkábbá a vizenyős területek csökkenésével. Némely kiterjedt lápvidéken még mindig felhangzik a bölömbika hangja. Ez a félénk madár a nádasban vadászik: tőrszerű csőrével békákat, gőtéket, férgeket és halakat „döf fel”. Barna csíkozású tollruhája kitűnően álcázza, különösen akkor, ha „rejtekállásban” csőrét feltartja. A guvat és a rétihéja immáron szintén ritka madarak Közép-Európában. A guvat a nádasban puhatestűeket és férgeket keres, míg a réti héja a magasból figyeli a nádrengeteget és leszegett fejjel, hallása és látása segítségével próbálja a kis gerinceseket „kifürkészni”.
Kistermetű madarak suhannak ide-oda, amint rovarokat és pókokat keresnek. Közülük az egyik legritkább a jellegzetes hosszú farkú és fekete „bajuszú” barkós cinege. Télen magokkal, nyáron pedig rovarokkal táplálkozik.

## Leggyakrabban előforduló állatfajok
barkós cinege, szegélyes vidrapók, kaszáspók, ugrópók, bölömbika, óriásszitakötő, tarkalepke, vízipocok, réti héja, guvat, búbos vöcsök, nádi sármány, fecskefarkú lepke, gyepibéka, mocsári csiga, ászka, nádirigó, foltos nádiposzáta